# NGC 3195
NGC 3195 (také známá jako Caldwell 109) je planetární mlhovina v jižním souhvězdí Chameleona vzdálená přibližně 5 500 světelných let. Objevil ji anglický astronom John Herschel v roce 1835. Je to nejjižněji položená planetární mlhovina v Mléčné dráze, kterou známe.

## Pozorování
Tato známá mlhovina je viditelná téměř výhradně z jižní zemské polokoule. Na obloze se nachází ve střední části souhvězdí, 1,5 stupně západně od pěkné dvojice hvězd δ1 Cha a δ2 Cha s magnitudami 4,5 a 6,3, v polovině vzdálenosti ke hvězdě ζ Cha. K jejímu pozorování je třeba dalekohled s průměrem alespoň 120 až 150 mm, ve kterém se ukáže jako jasný kotouček slabě protažený v severojižním směru, ale bez dalších zřejmých podrobností. Centrální hvězda, ze které mlhovina vznikla, je až 15. magnitudy, takže nalezení mlhoviny neusnadní. 0,5 stupně severozápadním směrem se nachází slabá galaxie NGC 3149 s magnitudou 12,3.

## Vlastnosti
Spektroskopická pozorování odhalila, že se mlhovina blíží ke Slunci rychlostí 16 km/s, zatímco obal mlhoviny se rozpíná rychlostí 40 km/s.
Odhadovaný průměr mlhoviny je 1 světelný rok.